# Talanta
Talanta (abrégé en Talanta) est une revue scientifique à comité de lecture. Ce mensuel publie des articles de recherches originales dans le domaine de la chimie analytique.
D'après le Journal Citation Reports, le facteur d'impact de ce journal était de 3,545 en 2014. Actuellement, les directeurs de publication sont Gary D. Christian (Université de Washington, États-Unis) et Jean-Michel Kauffmann (Université libre de Bruxelles, Belgique).